# Segnale discorsivo
In linguistica, un segnale discorsivo è un elemento che evidenzia la partizione tra due o più porzioni (o blocchi) di testo e i rapporti logici e semantici che intercorrono tra esse, soprattutto da un punto di vista pragmatico (sono infatti tipici della comunicazione orale, in quanto esplicitano la funzione dell'enunciato nella conversazione). I segnali discorsivi sono quindi demarcativi (evidenziano un confine) e connettivi (legano le porzioni), e chiariscono l'articolazione interna del testo (orale o scritto). Simili ai connettivi, essi hanno la precipua funzione di indicare il ruolo di un enunciato nella conversazione.
I segnali discorsivi non costituiscono una classe morfologica o lessicale, ma funzionale. Possono quindi appartenere a diverse parti del discorso:
- congiunzioni

Allora, che facciamo?
- avverbi

Praticamente ha finito.
- forme verbali

Figurati, non ci vado assolutamente.
- interiezioni

Mah, non so cosa dirti.
Anche intere frasi possono fungere da segnale discorsivo:
Come abbiamo già detto, la corrente elettrica è una delle grandezze fisiche fondamentali.
Noi nasciamo, per così dire, due volte: l'una per esistere, l'altra per vivere. (Jean-Jacques Rousseau, Emilio, libro IV)
Ecco altri esempi tratti da comunicazioni informali:
Ma che stai dicendo?
È un po' scarsa, diciamo.

## Connettivi e segnali discorsivi
I connettivi hanno funzioni analoghe a quelle dei segnali discorsivi, poiché articolano strutture logiche tra i blocchi di testo e assicurano la coesione. Ad esempio, la congiunzione ma, in quanto connettivo ha valore avversativo:
Ho studiato moltissimo, ma non ho passato l'esame.
Quando un connettivo perde il suo valore semantico proprio e ha significato non in rapporto al materiale linguistico che ha intorno ma piuttosto alla situazione enunciativa, tale connettivo va considerato un segnale discorsivo. Così, ad esempio:
Ma che freddo!
dove ma non ha più valore di congiunzione avversativa, ma è pura espressione di contrarietà. Lo stesso accade con allora, che normalmente esprime una conseguenza, mentre spesso è usato come incipit di una discussione:
Allora, ieri abbiamo visto le cause della Grande Guerra...
I segnali discorsivi, dunque, hanno la funzione di organizzare aspetti dell'interazione tra persone che conversano: la presa del turno di parola, la richiesta di attenzione, i segnali fatici per il controllo della avvenuta ricezione.

## Segnali discorsivi nella comunicazione scritta
I segnali discorsivi sono tipici della comunicazione orale, mentre nella scrittura la loro funzione è assolta prevalentemente dalla punteggiatura. In particolari testi, esistono però dei segnali discorsivi espliciti, come nelle favole (C'era una volta..., ...e vissero tutti felici e contenti), nelle missive (Caro zio, Egregio professore, Distinti saluti, Cordialmente), nelle leggi (visto, promulga ecc.).